# Dr. V. De Walsplein
Het Dr. V. De Walsplein is een plein in de Vlaams-Brabantse gemeente Kortenberg. Het is vernoemd naar Victor De Wals, burgemeester van Kortenberg van 1947 tot 1951.

## Geschiedenis
Vroeger had dit gebied een moerassige bodem waar turf gewonnen werd. Vervolgens werd het gebruikt als stort. Na de Eerste Wereldoorlog stonden hier noodwoningen van het Koning Albertfonds. Vanaf 1931 werd het opengesteld voor verkeer.